# Ribnica, Otok
Ribnica (nemško Reifnitz) je naselje v Občini Otok v Okraju Celovec-dežela na Koroškem v Avstriji.